# جنگ دریایی
جنگ دریایی نوعی از مبارزه است که در دریاها، اقیانوسها یا هر پهنهٔ وسیع آبی مثل دریاچه‌های بزرگ یا رودهای عریض انجام می‌شود. در این گونه از نبرد، طرفین درگیر از وسایل حمل و نقل در آب و تجهیزات نظامی منطبق شده با فضای نبرد برای مبارزه با دشمن استفاده می‌کنند.

## تاریخچه
انسان جنگیدن بر روی آب را از ۳۰۰۰ سال پیش آموخت و به کار گرفت؛ زمانی که بشر به واسطه به کار بستن جنگ زمینی قادر به صیانت و حفظ منافع خود نبود. تأثیر عمیق تجارت دریایی بر ثروت و قدرت کشورها از دیرباز به روشنی قابل مشاهده بود. جهت تأمین سهم بیشتری از چنین منافعی، ملت‌های مختلف از دست زدن به هر تلاشی، از راه صلح‌آمیز یا خشونت‌بار، دریغ نمی‌کردند. تعارض منافع در این راه منجر به جنگ‌های متعددی می‌شد. از طرفی، پیشبرد جنگ‌های ناشی از علل دیگر نیز به شدت متأثر از سلطه بر دریاها بود. نخستین جنگهای دریایی ثبت شده در تاریخ را می‌توان متعلق به امپراطوریهای عظیم تاریخ باستان دانست. از آن جمله می‌توان به نبرد هخامنشیان با یونانی‌ها با هدف تصاحب شهرهای یونان اشاره کرد که به نبردهای ایران و یونان شهرت یافت.
از جمله فتوحات مسلمانان در قرن هفتم میلادی، می‌توان به تصرف جزیره سیسیل توسط ناوگان اعراب در سال ۶۵۲ میلادی اشاره نمود. ۳ سال بعد از این فتح بزرگ، با پیروزی نیروی دریایی امپراطوری روم شرقی بر اعراب، آنها مجبور به عقب‌نشینی تا قسطنطنیه شدند. رومیها در این جنگ برای نخستین بار از شعله‌افکن علیه ناوگان دریایی اعراب استفاده کردند. این جنگ دریایی نخستین مرحله از جنگهای اعراب و امپراطوری روم شرقی به‌حساب می‌آید.

## نگارخانه

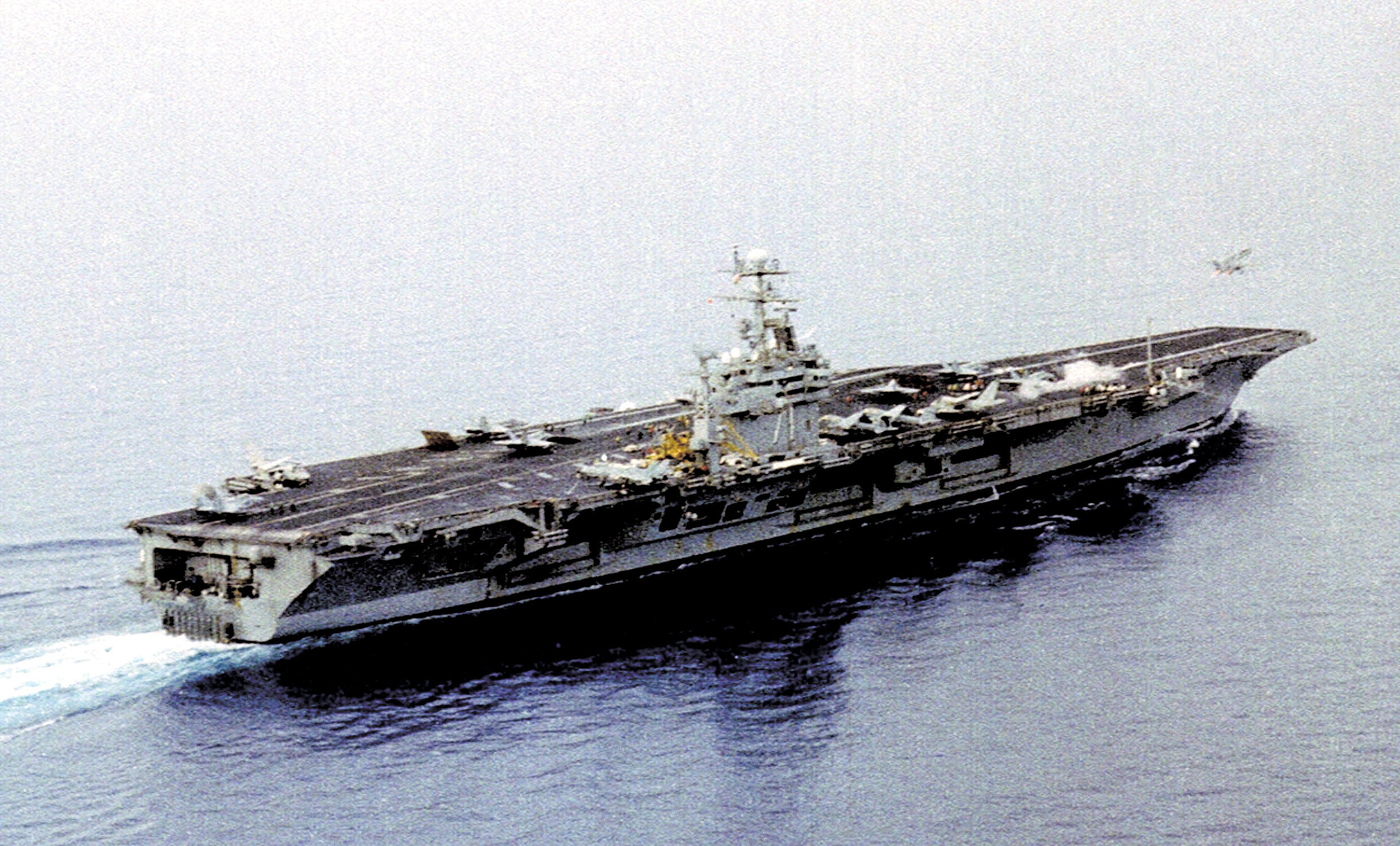
USS Theodore Roosevelt اف-۱۴ تام‌کت را پرتاب می‌کند، در حالی که اف-۱۸ هورنت منتظر بلند شدن در طول جنگ کوزوو است..
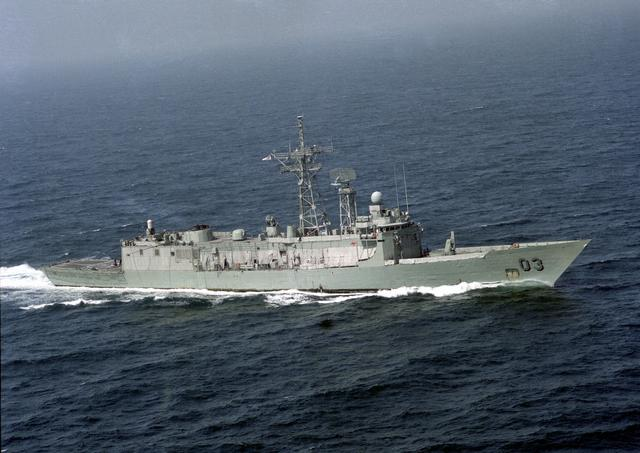
HMAS Sydney در خلیج فارس در سال ۱۹۹۱.